# Real Talk (Fabolous)
Real Talk is het derde muziekalbum van Amerikaanse rapper Fabolous. Na een week stond het album op nummer 6 in de Billboard 200, met 179.000 verkochte cd's.
Er kwamen twee singles van het album uit, Breathe en Baby. Er werden verder videoclips gemaakt voor de nummers Do The Damn Thing (met Young Jeezy) en Tit 4 Tat (met Pharrell).

## Tracklist
| #  | Titel                    | Schrijver(s)                                   | Producent(en)                | Gastoptredens         |
| -- | ------------------------ | ---------------------------------------------- | ---------------------------- | --------------------- |
| 1  | "Exodus"                 |                                                |                              | Black Ice             |
| 2  | "Don't Stop Wont Stop"   | J. Jackson, J. Alexander                       | JV                           |                       |
| 3  | "Real Talk (123)"        | J. Jackson, D. Murchinson, T. Lovelace         | Hotrunner                    |                       |
| 4  | "Gangsta"                | J. Jackson, K. Khaled                          | DJ Khaled                    |                       |
| 5  | "Tit 4 Tat"              | J. Jackson, P. Williams                        | The Neptunes                 | Pharrell              |
| 6  | "Baby"                   | J. Jackson, D. Thornton                        | Flame Throwers               | Mike Shorey           |
| 7  | "Girls"                  | J. Jackson, S. Barnes, J.C. Olivier            | Trackmasters                 |                       |
| 8  | "Church"                 | J. Jackson, G. Harmon, K. Wilkins, C. Murphy   | Gerard Harmon, Keith Wilkins | Charlie Murphy        |
| 9  | "Can You Hear Me"        | J. Jackson, J. Rotem, J. Lopez                 | J.R.                         |                       |
| 10 | "Do The Damn Thang"      | J. Jackson, J. Jenkins, S. Slater              | Reefa                        | Young Jeezy           |
| 11 | "Holla At Somebody Real" | J. Jackson, J. Jenkins, S. Slater              | Reefa                        | Lil' Mo               |
| 12 | "It's Alright"           | J. Jackson, J. Smith                           | Just Blaze                   | Sean Paul             |
| 13 | "Breathe"                | J. Jackson, J. Smith                           | Just Blaze                   |                       |
| 14 | "Young And Sexy"         | J. Jackson, P. Williams                        | The Neptunes                 | Mike Shorey, Pharrell |
| 15 | "Round And Round"        | J. Jackson, S. Storch                          | Scott Storch                 |                       |
| 16 | "In My Hood"             | J. Jackson, H. Campbell, T. Crawford, P. Pitts | Dangerous                    |                       |
| 17 | "Ghetto"                 | J. Jackson, S. Storch                          | Scott Storch                 | Thara                 |
| 18 | "Po Po"                  | J. Jackson, K. Pratt, P. Cain, J. Rotem        | J.R.                         | Nate Dogg, Paul Cain  |

## Singles
| Single informatie                                                 |
| ----------------------------------------------------------------- |
| "Breathe" - Faboloused: 31 augustus 2004 - B-kant: "It's Gangsta" |
| "Tit 4 Tat" - Verschenen: 14 december 2004 - B-kant:              |
| "Baby" - Verschenen: 4 januari 2005 - B-kant: "Bubble Gum"        |

## Chart positie

### Album
| Jaar | Album     | Hitlijstpositie | Hitlijstpositie        | Hitlijstpositie |
| Jaar | Album     | Billboard 200   | Top R&B/Hip Hop Albums |                 |
| 2004 | Real Talk | 6               | 2                      |                 |

### Singles
| Jaar | Nummer  | Hitlijstpositie   | Hitlijstpositie                  | Hitlijstpositie |                 |
| Jaar | Nummer  | Billboard Hot 100 | Hot R&B/Hip-Hop Singles & Tracks | Hot Rap Tracks  | Rhythmic Top 40 |
| 2004 | Breathe | 10                | 4                                | 2               | 12              |
| 2005 | Baby    | 71                | 22                               | 17              | 37              |